# Imperata conferta
Imperata conferta là một loài thực vật có hoa trong họ Hòa thảo. Loài này được (J.Presl) Ohwi mô tả khoa học đầu tiên năm 1941.